# Staatspreis Manufactum
Der Staatspreis Manufactum (Langform Staatspreis für angewandte Kunst und Design im Handwerk, Bezeichnung 1963–2022 Staatspreis für das Kunsthandwerk) ist eine Auszeichnung der nordrhein-westfälischen Landesregierung an Kunsthandwerker aus Nordrhein-Westfalen. Er wird seit 1963 zweijährlich verliehen und ist mit einem Gesamtpreisgeld von 60.000 € dotiert. Schirmherr ist der Ministerpräsident des Landes Nordrhein-Westfalen.
Die Durchführung des Wettbewerbs liegt beim Westdeutschen Handwerkskammertag in Düsseldorf. Der Preis wurde bisher in unterschiedlichen Kategorien verliehen, im Jahr 1963 waren diese Sakralgerät, Holz, Textil, Keramik und Leder/Papier. Aktuell wird der Preis in sechs Themenbereichen verliehen, die jeweils mit einem Preisgeld von 10.000 € ausgestattet sind: Bild- & Druckmedien (Fotografie, Papierarbeiten), Kleidung & Textil (Bekleidung, Wohntextilien), Möbel, Objekt & Skulptur (Bildhauerarbeiten, Wandobjekte), Schmuck, Wohnen & Außenbereich (Vasen, Brunnen, architektonische Elemente).
Die eingereichten Exponate müssen „auf hohem Niveau eine eigenständige Idee und Formgestaltung“ aufweisen. Bis 1985 konnte jeder Bewerber bis zu sieben Arbeiten einreichen. Seit 1987 ist für die Teilnahme am Wettbewerb eine qualifizierte Ausbildung nötig, die Zulassungskommission kann Ausnahmen davon zulassen. Wer den Staatspreis bereits gewonnen hat, kann ihn kein zweites Mal erhalten.

## Preisträger
- 1963: Theo Schrennen, Jochen Winde, Suse Bernuth, Ingeborg und Bruno Asshoff,  Frieda Schoy
- 1965: Friedrich Becker, Carl Pott, Fritz Schwerdt, Hubert Förster, Walter Knorr, Hanne-Nüte Kämmerer, Walter Heufelder, Peter Schmitz, Albert Renger-Patzsch
- 1967: Elisabeth Treskow, Hans Klasmeier, Friedrich Gebhardt, Toni Tünnerhoff, Gerburg Karthausen, Friedel Lepper, Margarethe Schulte-Vogelheim
- 1969: Ilse und Thomas Dawo, Fritz Ulrich, Josef Boss, Thomas Hamann-Hartmann, Ingeborg und Bruno Asshoff, Josef Müller, Irmgard Smidt
- 1971: Dieter Pieper, Franz Josef Peters, Wilfried Hegger, Johannes Scharfenstein, Gabriele Grosse, Ingeborg Zenker, Fritz H. Lauten, Wolfgang Kreutter
- 1973: Paul G. Hartkopf, Hans Chwalek, Carlo Dürselen, Ludwig Reitmeier, Marianne Tralau, Hellmuth Grüttefien, Gerd Sasse, Pan Walther
- 1975: Barbara Schmedding, Ludwig Kunze, Martha Kreutzer-Temming, Christine Atmer-de Reig, Fritz Meyer, Hans Peter Kremer, Herta Gebhardt, Bernd Kirtz
- 1977: Hans Leo Peters, Claus Pohl, Heiner Langenbeck, Gudrun Engels, Klaus Menser, Wolfgang Kuhn, Hans Zieher, Lore Bernbach
- 1979: Gerda und Leopold Breuer, Franz Mühl, Karl Decker, Erika Sellmann-Büsching, Uwe Rast, Hermann Büchel, Renato Santarossa, Johannes Hartkopf, Michael Rönsberg
- 1981: Hildegard Domizlaff, Hildegard Risch, Johannes Kuhnen, Udo Dickerhoff, Doris Klinkhamels, Elke Kubicek, Johannes Dröge, Willi Faahsen
- 1983: Albert Sous, Franz-Josef Bette, Manfred Knauthe, Hildegard von Portatius, Horst Göbbels, Rolf Schreuer, Matthias Klering, Günter Hildenhagen, Annemarie Miessen
- 1985: Roos Arntz-van Doren, Manfred Bredohl, Andreas Weisheit, Helmut Hahn, Heinz-Theo Dietz, Hans-Gerd Berns, Klaus Geller
- 1987: Heidi Schulze-Merian, Michael Millard, Margot Brinkhaus, Heike van Zadelhoff, Hans-Walther Kessler, Wolfgang Klee, Georg Schreiber, Uwe Niehuus
- 1989: Renate Sennewald, Herbert Schulze, Dietmar Mechsner, Marianne Krauss, Marie-Luise Rawe, Maika Korfmacher, Klaus Bielfeld, Heinz Oswald Krause, Bernhard Ahlendorf
- 1991: Barbara Behr-Heyder, Michael Stratmann, Jochem Reichenberg, Ulrich Grahner, Inge Hueber, Christian Lüttgen, Thomas Klein, Michael Riemey
- 1993: Linda Müller, Hans-Leo Simons, Wolfgang Kriesemer, Brigitte Kramer-Peters, Ute Becker, Uwe Tillmann, Dorothee Beckersjürgen, Christel Kremser
- 1995: Bettina Jakob, Iris Thönes, Aino Ahrend, Ulrike Müller, Pia Filliger-Nolte, Dagmar Stausberg, Frank Müller, Helga Reay-Young, Irene Leister
- 1997: Uli Biskup, Werner Hanssen, Rolando Rasmussen, Gabriele Lauble, Jutta Winckler, Dagmar Kessler, Georg Linden, Christel Plöthner
- 1999: Elke Munkert, Gereon Lepper, Michael Krings, Vivian Hackbarth, Michael Cleff, Manfred Messing, Gilbert Scheuß, Lothar Göbel, Christian Schlüter
- 2001: Anke Wolf, Ina Leppin, Franz Klein-Wiele, Waltraud Mattern, Enno Jäkel, Martin Vetten, Gerd Kruft, Florian Beckers
- 2003: Detlef Thomas, Frank Bartecki, Michael Peres, Michael Kals, Claudia Merx, Thomas Jan König, Rainer Kuehn, Uta Majmudar, Elmar Heimbach, Charlotte Schäfer
- 2005: Isabelle Falzarano, Gisa Elmer, Christoph Münks, Thorsten Gehn, Nilufar Badiian, Petra Bittl, Werner Jacobs, Thomas Lemke, Veronika Schäpers
- 2007: Sibylle Falkenberg, Johannes Hieronimi, Barbara Esser, Ursula Commandeur, Carolin Engels, Klaus U. Hilsbecher, Rainer Knaust, Heri Gahbler
- 2009: Susanne Gautzsch-Märzendorfer, Michael Berger, Wladimir Butsch, Hugo Delavelle, Paul Schiegnitz, Michael Wolf, Markus Kuhn, Michael Behrens, Johannes Twielemeier
- 2011: Karin Groth, Corinna Loelgen, Oliver Hintzen, Jörg Ballnath, Uta Katharina Becker, Renate Hahn, Wilfried Grootens, Marion Koell
- 2013: Sarah Ried, Sara Mellone, Thomas Fröhlich, Katrin Sundmäker, Christine Ruff, Katrin Gräfrath, Jörg Schulze-Roloff, Torsten Rötzsch, Karolin Reiß
- 2015: Klemens Grund, Kirsten Diez-Reinbeck, Ursula Biskup, Katja Skoppek, Cornelia Falk, Katrin Reinke
- 2017: Ulrike Becker, Barbara Hattrup, Alessa Joosten, Ira Marom, Konrad Koppold
- 2019: Hans Paul Pümpel, Claudia Merx, Andrea Schmidt, Veronika Moos, Dirk Krüll, Maria Wieding-Kalz
- 2021: Jan Göller, Sharokina Golpashin, Maria Pohlkemper, Oliver Trepper, Carola Kosche, Theresa Wedemeyer
- 2023: Anastasiia Reshetnyk, Saubabh Narang, Irina Kolesnikova, Susanne Bayer, Hans Leo Simons, Heike Schirmer, Wilfried Grootens